# Maserati Mexico
La Maserati Mexico (tipo AM112) est une voiture de Grand Tourisme produite par le constructeur italien Maserati entre 1966 et 1972.
Présentée sous la forme d’un prototype sur le stand du carrossier Vignale au Salon de Turin 1965, elle reçut un accueil enthousiaste et la firme décida de la mettre en production. Ce coupé 2 portes à 4 places dessiné par Virginio Vairo fut présenté en version définitive l’année suivante au Salon de Paris d’octobre 1966.
L'origine du nom Mexico provient du fait que le prototype Vignale fut vendu en 1965 à un important client mexicain du nom de Diaz Barroso. Selon les registres de l'usine, la Maserati 5000 GT du président mexicain Adolfo López Mateos acquise en 1961 fut vendue en seconde main au Señor Barroso. À la suite d'un important accident, Barroso envoya sa 5000 GT à l'usine pour réparation. Durant sa visite, Barroso aperçut le prototype Vignale, l'acheta et le numéro de châssis de sa 5000 GT fut transféré sur le prototype afin d'annuler les droits de douane lors de son retour au Mexique. Incidemment, le pilote britannique John Surtees remporta en 1966 le Grand Prix du Mexique sur une Cooper-Maserati.
La Maserati Mexico fut commercialisée avec deux motorisations. Le moteur V8 4,2L de 260 ch issue de la Maserati Quattroporte I et le V8 4,7L développant 290 ch. Associée à une boîte manuelle ZF à 5 rapports ou Borg-Warner à 3 rapports automatiques en option, la vitesse oscillait entre 230 et 250 km/h.
La Maserati Mexico était capable d'accueillir 4 adultes confortablement dans des sièges en cuir. Elle possédait une planche de bord en acajou, richement dotée en instrumentation. Les vitres électriques et la climatisation étaient de série tandis que la direction assistée, la boite automatique et la radio étaient optionnelles.
La Maserati Mexico est le premier modèle de la marque à recevoir un freinage à disques ventilés aux quatre roues amplifiés par deux servo-freins.
La Maserati Mexico était équipée de jantes fils Borrani 650 x 15" à serrage central. Sur les modèles tardifs des jantes disques en tôle furent montées, les Borrani fils étaient toujours disponibles mais désormais fixées par quatre écrous. Certains modèles furent équipés sur demande de jantes magnésium d'un dessin similaire à celles de la Maserati Ghibli mais d'une largeur de 6,5 pouces contre 7 pouces sur cette dernière.
En 1967, son prix de vente en France était de 92 000 F. À l'époque, ses rivales étaient la Ferrari 365 GT 2+2, la Lamborghini Espada ou encore l'Aston Martin DB6.